# اوماگوما
اومّاگومّا (به انگلیسی: Ummagumma) نام یک آلبوم زنده و استودیویی از گروه موسیقی پراگرسیو راک بریتانیایی، پینک فلوید است. این آلبوم در ژانویه سال ۱۹۶۹ توسط ئی‌ام‌آی و هاروست در بریتانیا، و توسط کپیتال و هاروست در ایالات متحده آمریکا عرضه شد. طرف اول آلبوم گزیده‌ای از آهنگ‌های قبلی گروه به صورت اجرای زنده‌است و در طرف دوم آن آهنگ‌هایی است که به عنوان چهارمین آلبوم استودیویی گروه ضبط شده‌است. هواداران پینک فلوید و خود اعضای گروه از این آلبوم به عنوان ضعیف‌ترین آلبوم گروه یاد می‌کنند.
اگرچه آلبوم پس از انتشارش توانست جایگاه پنجم را در جدول بریتانیا بدست آورد؛ اما اعضای پینک فلوید در مصاحبه‌ها و نظراتشان؛ از آن به عنوان یک اثر نامطلوب یاد می‌کنند. با این حال آلبوم در قالب لوح فشرده به همراه سایر آثار گروه چندین بار انتشار یافت.
این آلبوم به خاطر جلدش هم شناخته شده‌است، شامل چند عکس از گروه که با هم ترکیب گشته تا یک تکنیک تکرارشونده را بیان کند. بمانند تعدادی دیگر از جلد آلبوم‌های پینک فلوید؛ این جلد نیز توسط گروه طراحی هیپ‌نسیس به وجود آمده‌است.

## نام آلبوم
نام آلبوم ظاهراً از زبان عامیانه ی کمبریج می‌آید و به معنی سکس است. هرچند که برخی اعضای گروه آن را کاملاً ساختگی می‌دانند و برایش معنی خاصی در نظر نمی‌گیرند.

## پیش‌زمینه
گرچه روی جلد آلبوم نوشته شده که آلبوم زنده در ژوئن ۱۹۶۹ ضبط شده، اما بخش زندهٔ اوماگوما در ۲۷ آوریل ۱۹۶۹ در مادر کلوب در شهر بیرمنگام و قسمت دیگر آن هفتهٔ بعد در ۲ می۱۹۶۹ در دانشگاه متروپولیتن منچستر ضبط شد.
گروه پینک فلوید همچنین آهنگ «اوردرایو میان‌ستاره‌ای» از آلبوم نی‌زن بر دروازه‌های سپیده‌دم را به صورت زنده ضبط کرده بود و قرار بود به عنوان یکی از آهنگ‌ها در بخش زندهٔ اوماگوما قرار بگیرد، همچنین آهنگ «رویان» که پیش‌تر در استودیو و قبل از اینکه هریک اعضای گروه اقدام به ساخت قطعات خودشان برای آلبوم اوماگوما کنند ضبط شده بود نیز برای قرارگرفتن در آلبوم در نظر گرفته شده بود که در نهایت قرار نگرفت.
بخش استودیویی آلبوم نتیجهٔ تمایل ریچارد رایت برای ساخت «موسیقی حقیقی» بود، که هریک از اعضای گروه (رایت، راجر واترز، دیوید گیلمور، نیک میسن) به تنهایی در بخش استودیویی شریک باشند و در کار یکدیگر دخالت نکنند.
سهم رایت در بخش استودیویی؛ آهنگ «سیسیفوس» است که ترکیبی از سازهای کیبوردی مانند پیانو و ملوترون است. بااینکه رایت در ابتدا بر همکاری انفرادی در بخش استودیویی مشتاق بود، بعدها این قطعه را در آلبوم بسیار پرجلوه و مدعی عنوان می‌کند.
سهم واترز در بخش استودیویی؛ آهنگ Several Species of Small Furry Animals Gathered Together in a Cave and Grooving with a Pict است که چندگونه صدا در آن استفاده شده‌است و اثرهای ضربه‌ای در چند سرعت مختلف در آن وجود دارد که این را واترز از دوستش ران گیسین تأثیر گرفته بود، کسی که بعدها با واترز و پینک فلوید همکاری می‌کند.
سهم گیلمور در بخش استودیویی آلبوم، آهنگ «جاده باریک» است. وی از واترز خواسته بود که برای این آهنگ شعر بنویسد که واترز نپذیرفت. آهنگ «باغ مهمانی وزیر بزرگ» از نیک میسن، شامل نواختن فلوت توسط همسر میسن است و میسن نیز ۹ دقیقه درام می‌نوازد.

## بسته‌بندی

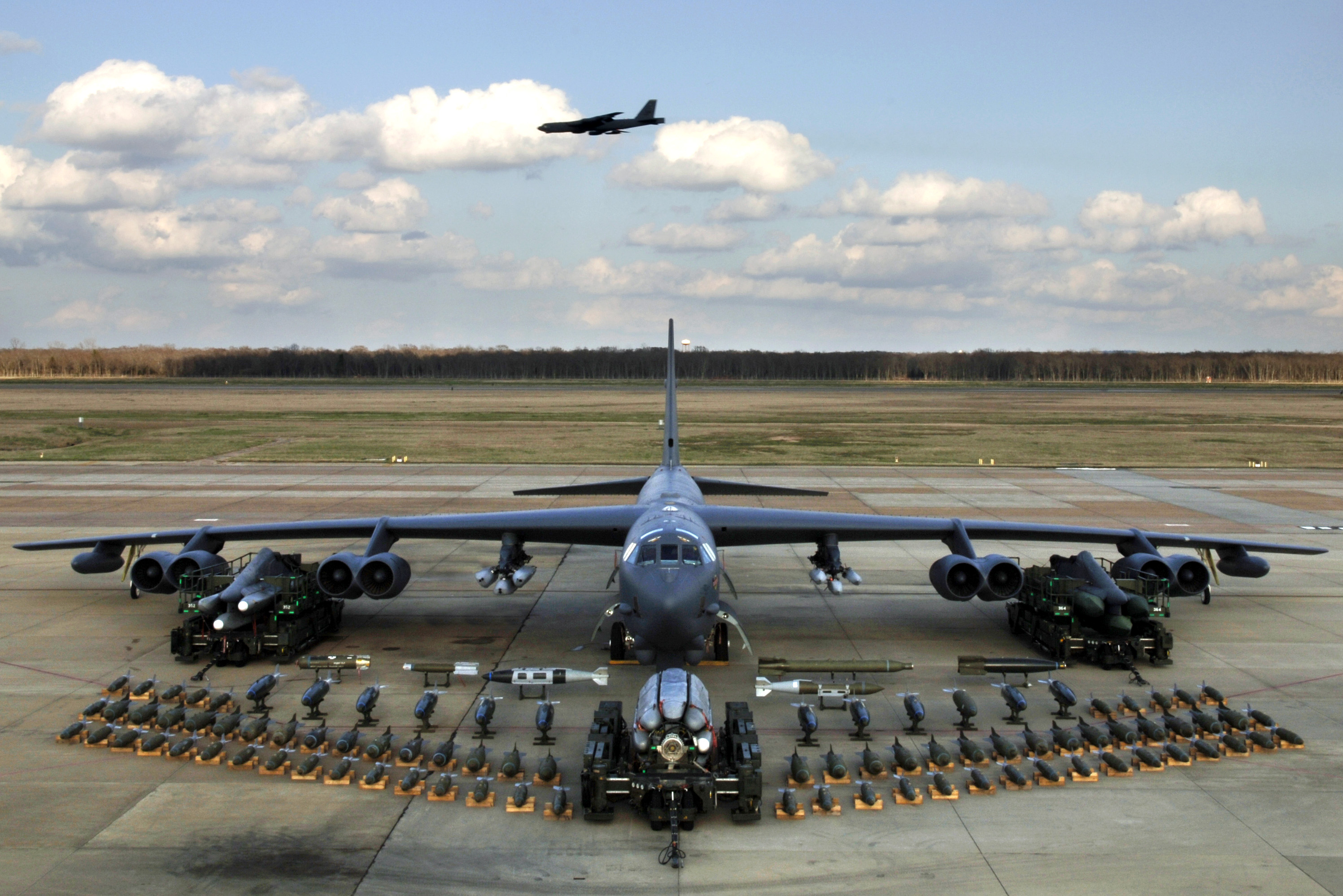
آرایشی از اسلحه‌های مدرن که در یکی از عکس‌های درون بسته‌بندی آلبوم از آن تقلید شده‌است. (این تصویر یک بوئینگ بی ۵۲ را نشان می‌دهد)

طرح روی جلد آلبوم اعضای گروه را نشان می‌دهد، تصویری هم بر روی دیوار نصب است که همان حالت را نشان می‌دهد با این تفاوت که اعضای باند در هر عکس موقعیت خود را تغییر می‌دهند. عکس نصب شده بر روی دیوار هم شامل عکسی است که بر روی دیوار نصب شده و این حالت تا چهار بار تکرار می‌شود و اعضا در هر عکس روی دیوار، تنها موقعیت خود را عوض می‌کنند و در نهایت با رسیدن به تصویری از آلبوم قبل گروه یک نعلبکی رمز و راز خاتمه می‌یابد، گرچه این مورد آخر در عرضهٔ آلبوم به صورت لوح فشرده وجود ندارد و ظاهراً خاصیت تکرار تصاویر بی‌نهایت ادامه دارد.

## تاریخچه پخش
آلبوم در بریتانیا و ایالات متحده آمریکا؛ در ۲۵ اکتبر و ۱۰ نوامبر ۱۹۶۹ منتشر شد. آلبوم توانست در بریتانیا رتبهٔ پنجم را کسب کند، اما در آمریکا نتوانست جایگاهی بهتر از ۷۴ قرار گیرد و برای اولین بار بود که آلبوم‌های گروه در ۱۰۰ آلبوم برتر ایالات متحده دیده می‌شد.
در فوریه ۱۹۷۴ آلبوم گواهی‌نامهٔ طلایی را در بریتانیا گرفت، همچنین گواهی‌نامهٔ پلاتینی را در مارس ۱۹۹۴ کسب کرد. در سال ۱۹۸۷ آلبوم دوباره و در دو لوح فشرده منتشر شد. نسخهٔ دیجیتالی و رمستر شده در سال ۱۹۹۴ در بریتانیا و به دنبالش در سال ۱۹۹۵ در ایالات متحده منتشر شد.
در ویرایش لوح‌فشرده از آلبوم؛ آهنگ «سیسیفوس» بلندتر از ویرایش اولیه‌اش است و به ۱۳:۲۶ دقیقه با موومان‌هایی ۱:۰۸، ۳:۳۰، ۱:۴۹ و ۶:۵۹ بسط داده شده‌است. در ویرایش اصلی، «بخش یکم» از آهنگ «سیسیفوس» به دو قسمت با نام‌های «بخش یکم» و «بخش دوم» تقسیم می‌شد. «بخش دوم» در ویرایش گرامافونی به «بخش سوم» در ویرایش لوح‌فشرده تغییر یافته‌است. هریک از دو آهنگ «کوره راه» و «باغ مهمانی وزیر بزرگ» نیز در ویرایش لوح فشرده به سه بخش تقسیم شدند.
در سال ۲۰۰۹،استورم تورجرسن تعدادی محدود از آلبوم که روی جلدش دستنویسی شده بود را در چهلمین سال انتشار آلبوم به فروش رساند. بااینکه در سال ۲۰۱۱ تمام ۱۴ آلبوم پینک فلوید برای انتشار دوباره رمستر شدند؛ تنها قسمت استودیویی از اوماگوما رمستر شد و قسمت زنده مربوط به ویرایش ۱۹۹۵ است.

## بازخورد
| بررسی انتقادی | بررسی انتقادی |
| منبع          | رتبه‌بندی      |
| ------------- | ------------- |
| آل‌میوزیک      | [ ۸ ]         |
| استایلوس      | (مطلوب)       |
| پیرو اسکاروفی | [ ۱۰ ]        |
| پیست          | [ ۱۱ ]        |

آلبوم پس از انتشار نقدهای مناسبی دریافت کرد، به ویژه ااینترنشنال تایمز دیدگاه مثبتی را نسبت به بخش زندهٔ آلبوم داشت و آن را یکی از بهترین آلبوم‌های زنده‌ای می‌دانست که ضبط شده بود.
اما اعضای گروه آلبوم را از آن زمان به بعد چندان مناسب نمی‌دانستند و یکی از کارهای ضعیف خود نام می‌دادند. واترز سال‌ها بعد آلبوم را فاجعه نامید، گیلمور در سال ۱۹۹۴ آلبوم را بسیار بد و وحشتناک یاد می‌کند. میسن در سال ۱۹۸۴ از آن به عنوان تمرین کوچک جالب و خوب یاد می‌کند اما بعدها راجع به آلبوم می‌گوید:یک تجربهٔ شکست خورده، از آن چیزهای مهمی که نباید دوباره انجامش داد.
مجله پیست در بررسی انتشار دوبارهٔ آلبوم در سال ۲۰۱۱، آن را خیلی بد توصیف کرد اما اجرای آهنگ «مراقب تبر باش، یوجین» را ستود.

## فهرست آهنگ‌ها
ضبط اول (آلبوم زنده)
طرف اول
1. «خداوند اخترشناسی»(ضبط‌شده در تاریخ ۲۷ آوریل ۱۹۶۹ - سید برت)
2. «مراقب تبر باش، یوجین»(ضبط‌شده در تاریخ ۲ می۱۹۶۹ - دیوید گیلمور، راجر واترز، ریچارد رایت، نیک میسن)

طرف دوم
1. «دستگاه‌ها را تنظیم کن به سمت قلب خورشید»(ضبط‌شده در تاریخ ۲ می۱۹۶۹ - واترز)
2. «یک نعلبکی رمز و راز»(ضبط‌شده در تاریخ ۲۷ آوریل ۱۹۶۹ - گیلمور، رایت، میسن، واترز)

ضبط دوم (آلبوم استودیویی)
طرف سوم
1. «سیسیفوس»(رایت)
2. «علفزارهای گرانچستر» (واترز)
3. «شمار زیادی از جانوران کوچک با هم در غار جمع شده بودند و…»(واترز)

طرف چهارم
1. «جاده باریک»(گیلمور)
2. «باغ مهمانی وزیر بزرگ»(میسن)

## مکان آلبوم در نمودار فروش
| سال  | نمودار                        | مکان |
| ---- | ----------------------------- | ---- |
| ۱۹۶۹ | جدول موسیقی آلبوم‌های بریتانیا | ۵    |
| ۱۹۷۰ | بیلبورد آلبوم‌های پاپ          | ۷۴   |

## دست‌اندرکاران
| پینک فلوید - دیوید گیلمور-خواننده و گیتار، تمام سازها در «راه باریک» - راجر واترز-گیتار بیس، گیتار آکوستیک، خواننده، تمام سازها در «علفزارهای گرانچستر» و «شمار زیادی از جانوران کوچک با هم در غار جمع شده بودند…» - ریچارد رایت-کیبورد، خواننده، تمام سازها در «سیسیفوس» - نیک میسن-درام، ساز کوبه‌ای | سایر نوازندگان - لیندی میسن - فلوت - برایان هامفریس - مهندسی صوت (آلبوم زنده) - پینک فلوید - تهیه‌کننده (آلبوم زنده) - پیتر میو - مهندسی صوت (آلبوم استودیویی) - نورمن اسمیت - تهیه‌کننده (آلبوم استودیویی) - هیپ‌نسیس - طراح جلد و عکاس |